# Parc solaire d'Ucea de Sus
Le parc solaire d'Ucea de Sus est une centrale photovoltaïque construite sur 200 ha de terrain situé à Ucea en Roumanie. Le parc solaire compte environ 332 000 panneaux photovoltaïques pour une capacité nominale totale de 82 mégawatts et a été achevé en décembre 2013. Le parc solaire devrait fournir environ 115 GWh d'électricité par an soit suffisamment d'électricité pour alimenter quelque 126 000 foyers moyens.
L'installation est située dans le Județ de Brașov au centre de la Roumanie, à Ucea. Le coût d'investissement du parc solaire Ucea de Sus s'élève à environ 100 millions d'euros. 

## Sources et références
1. 1 2 3  « Chinezii construiesc cel mai mare parc fotovoltaic din România », sur web.archive.org, 8 mars 2016 (consulté le 23 août 2022)